# Gregor Matija Černe
Gregor Matija Černe, né le 20 mai 1998, est un coureur cycliste slovène.

## Biographie
En 2021, Gregor Matija Černe termine troisième du Tour d'Albanie, tout en ayant remporté une étape. L'année suivante, il évolue au sein de l'équipe continentale croate Meridiana Kamen. 
Lors de la saison 2023, il s'impose sur la course Belgrade-Banja Luka,. Il s'agit de son premier succès obtenu sur une compétition inscrite au calendrier de l'UCI.

## Palmarès
- 2021
  - 1re étape du Tour d'Albanie
  - 3e du Tour d'Albanie
- 2023
  - Classement général de Belgrade-Banja Luka